# 399442 Radicofani
399442 Radicofani este o planetă minoră (asteroid) din centura de asteroizi. A fost descoperită pe 2 februarie 2002 la stazione osservativa di Asiago Cima Ekar⁠(d) de . 
Obiectul prezintă o orbită caracterizată de o semiaxă mare de 3,003062741286 UAi, o excentricitate de 0,055867107733507, o înclinație de 9,8191662250958 ° în raport cu ecliptica.